# Callicebus coimbrai
El guigó de Coimbra o tití de Coimbra (Callicebus coimbrai) es una especie de primate platirrino endémico en los bosques de los estados brasileros de Bahía y Sergipe. Fue descubierto por Shuji Kobayashi. Se considera uno de los primates más amenazados del Neotrópico. Su nombre específico se asignó en homenaje al primatólogo y biólogo Adelmar F. Coimbra-Filho, fundador del Centro de Primates de Río de Janeiro.

## Descripción
La característica externa más distintiva del guigó de Coimbra y de otros miembros del grupo personatus group, es su frente, corona y orejas de color negro, lo mismo que un patrón de color similar a las cebras en la parte anterior de la espalda.

### Diferencias morfológicas
Este tití se diferencia de los otros miembros del grupo personatus en la forma del cráneo y la dentadura. Comparado con otros integrantes de este grupo, el cráneo es más pequeño y de forma ligeramente diferente. Sus dientes tiene forma de U en lugar de la forma en V de los otros miembros del grupo. También presenta una cresta de esmalte dental en el ángulo postero-interno del primer y segundo molar superior, con la forma de dos cónulas cónicas en oposición a cresta continua exhibida por otros miembros del grupo.

## Hábitat
El hábitat preferido de la especie consiste en áreas densamente boscosas, prefiriendo el sotobosque denso o la copa baja de los árboles. Sin embargo, es capaz de sobrevivir en el bosque fragmentado o deteriorado, el cual constituye actualmente una porción importante de su rango. Esto se debe a su tolerancia a área altamente intervenidas, como a su habilidad para sobrevivir en zonas compuestas principalmente de bosques jóvenes o secundarios. Su hábitat se encuentra restringido a un área pequeña en los estados de Bahía y Sergipe en la costa noreste de Brasil.

## Comportamiento

### Dieta
El guigó de Coimbra, como los otros titís, es folívoro y frugívoro, con una dieta compuesta principalmente de hojas, incluyendo también varias frutas.

### Comportamiento grupal y familiar
Esta especie de tití vive generalmente en grupos pequeños de tres a cinco integrantes. El grupo contiene generalmente una pareja reproductora y los hijos que todavía no han alcanzado la madurez sexual. Sin embargo, una vez alcanzada dejan el grupo y se mudan a zonas nuevas. Su territorio varía de tamaño, con extensiones registradas de 2 a más de 20 hectáreas. Se ha observado que este tití es en extremo territorial y se defiende agresivamente cuando es amenazado.

## Conservación
El tití de Coimbra se considera una especie en peligro de extinción en la Lista Roja de la UICN.

### Amenazas
La especie enfrenta una variedad de amenazas, de tipo natural y las propiciadas por el hombre, incluyendo la pérdida de su hábitat, la fragmentación del mismo, opciones reproductivas limitadas e incremento en la depredación.

#### Biológicas
La principal amenaza biológica proviene de su comportamiento reproductivos. Los individuos jóvenes de la especie permanecen en su grupo hasta alcanzar la madurez, momento en el cual lo dejan con el fin de formar su propio grupo. Esto aunado con la fragmentación del bosque enfrentada por la especie, este comportamiento limita el número de individuos maduros sexualmente en cada grupo de población, limitando las opciones reproductivas.

#### Geográficas
La distribución geográfica de la especie también constituye una amenaza. Solo habita en sectores del bosque del noreste de Brasil llamado Mata Atlántica, que suma un área relativamente pequeña en los estados de Sergipe y Bahía. Debido a este rango reducido, cualquier intervención humana en estas áreas amenaza la supervivencia de la especie.

#### Antropogénicas
La intervención humana en su hábitat constituye la mayor amenaza para esta especie. Sectores en el margen y dentro de su territorio se encuentran fuertemente invadidos por carreteras y turistas, del mismo modo que la tala de árboles en incremento destruye su hábitat. Las áreas boscosas no habitadas por la especie se han convertido rápidamente en pastizales para actividades ganaderas. Para inicios del siglo XX, el bosque costero en Sergipe se redujo a menos del 40% de su extensión original, continuando esta tendencia durante todo el siglo, cubriendo actualmente solo el 1% de su extensión original.
Estas actividades conducen a la fragmentación de su hábitat, la cual limita el tamaño de la población reproductora, limitando la diversidad genética. Esta fragmentación también incrementa el riesgo de depredación, debido a que los individuos son forzados a moverse de un lado a otro, exponiéndose a ese riesgo incrementado.

### Conservación
El guigó de Coimbra en 2003 se incluyó en la Lista Oficial de la Fauna Amenazada de Brasil, establecida por el Comité Para la Conservación y Manejo de los Primates de la Mata Atlántica del Norte y Caatinga. Esta organización es responsable del estudio del estatus y amenazas actuales para la especie, también como el desarrollo e implementación de un plan para la conservación de la especie. 
Hasta 2005, no se había realizado ningún intento de realizar un programa reproductivo en cautiverio, a pesar de una población estimada en la naturaleza de solo 500 a 1000 individuos.
Estudios recientes han mostrado que el número relativamente grande de poblaciones, lo mismo que su tolerancia a la pérdida del hábitat y su fragmentación, la especie tiene un pronóstico positivo. Sin embargo, se requiere emprender acciones para prevenir una pérdida adicional de su hábitat, lo mismo que la implementación de planes para apoyar la sostenibilidad de la especie.